# Портрет Николая Мартемьяновича Сипягина
«Портрет Николая Мартемьяновича Сипягина» — картина Джорджа Доу из собрания Государственного Эрмитажа, известная в двух вариантах исполнения.

## Вариант портрета из Военной галереи
Картина представляет собой погрудный портрет генерал-майора Николая Мартемьяновича Сипягина из состава Военной галереи Зимнего дворца.
С начала Отечественной войны 1812 года капитан Сипягин числился в лейб-гвардии Семёновском полку, был флигель-адъютантом и состоял при великом князе Константине Павловиче, а затем при П. И. Багратионе. Был во многих главных сражениях кампании 1812 года, в бою под Красным командовал отдельным отрядом, за многочисленные боевые отличия был награждён орденом Св. Георгия 4-го класса и произведён в полковники. Во время Заграничного похода 1813 года исполнял дипломатические поручения и координировал взаимодействие с австрийскими войсками на территории Великого герцогства Варшавского, с мая был начальником штаба резервных войск, за отличие в сражениях под Дрезденом и Кульмом произведён в генерал-майоры. В кампании 1814 года во Франции командовал отдельным летучим отрядом и за боевые отличия награждён орденом Св. Георгия 3-го класса и назначен генерал-адъютантом.
Изображён в генерал-адъютантском мундире, введённом в 1815 году, с вензелем императора Александра I на эполетах. Слева на груди звезда ордена Св. Анны 1-й степени и генерал-адъютантский аксельбант; на шее крест ордена Св. Георгия 3-го класса; по борту мундира крест шведского Военного ордена Меча 1-й степени; справа на груди серебряная медаль «В память Отечественной войны 1812 года» на Андреевской ленте, бронзовая дворянская медаль «В память Отечественной войны 1812 года» на Владимирской ленте, кресты французского ордена Св. Людовика, австрийского Военного ордена Марии Терезии, неустановленного иностранного ордена (возможно перепутана лента — жёлтая изображена вместо красной — и этот орден является британским орденом Бани; Е. П. Ренне этот орден ошибочно идентифицирует как прусский орден Красного орла 2-й степени) и баварского Военного ордена Максимилиана Иосифа 3-й степени, а также звезда шведского Военного ордена Меча 1-й степени и Кульмский крест. С тыльной стороны картины надписи: Sipiagin и Geo Dawe RA pinxt. Подпись на раме: Н. М. Сипягинъ, Генералъ Маiоръ. Художник ошибочно не изобразил шейный крест ордена Св. Владимира 3-й степени, которым Сипягин был награждён в 1813 году.
7 августа 1820 года Сипягин был включён в список «генералов, которых служба не принадлежит до рассмотрения Комитета» и 19 мая 1822 года император Александр I приказал написать его портрет. В это время Сипягин состоял начальником 6-й пехотной дивизии и постоянно находился в Моршанске. 29 июля 1822 года он писал в Инспекторский департамент Военного министерства: «ежели обстоятельства службы позволят мне во время будущей зимы приехать в Санкт-Петербург и я получу отпуск, то не оставлю уведомить от себя живописца Дове». Известно, что Сипягин приезжал в столицу в начале декабря 1824 года, тогда и состоялась его встреча с художником, однако гонорар Доу был выплачен годом ранее — 25 апреля и 27 ноября 1823 года. На портрете отсутствуют алмазные знаки ордена Св. Анны 1-й степени, которые Сипягину были пожалованы 12 декабря 1824 года, соответственно портрет датируется первой декадой декабря. Портрет поступил в Эрмитаж 7 сентября 1825 года.
В 1840-е годы в мастерской И. П. Песоцкого по рисунку И. А. Клюквина с галерейного портрета была сделана литография, опубликованная в книге «Император Александр I и его сподвижники» и впоследствии неоднократно репродуцированная. В части тиража была напечатана другая, незначительно отличающаяся в мелких деталях, литография мастерской Песоцкого, сделанная по рисунку неизвестного художника с подписными инициалами «Н. М.».

## Вариант портрета 1827 года

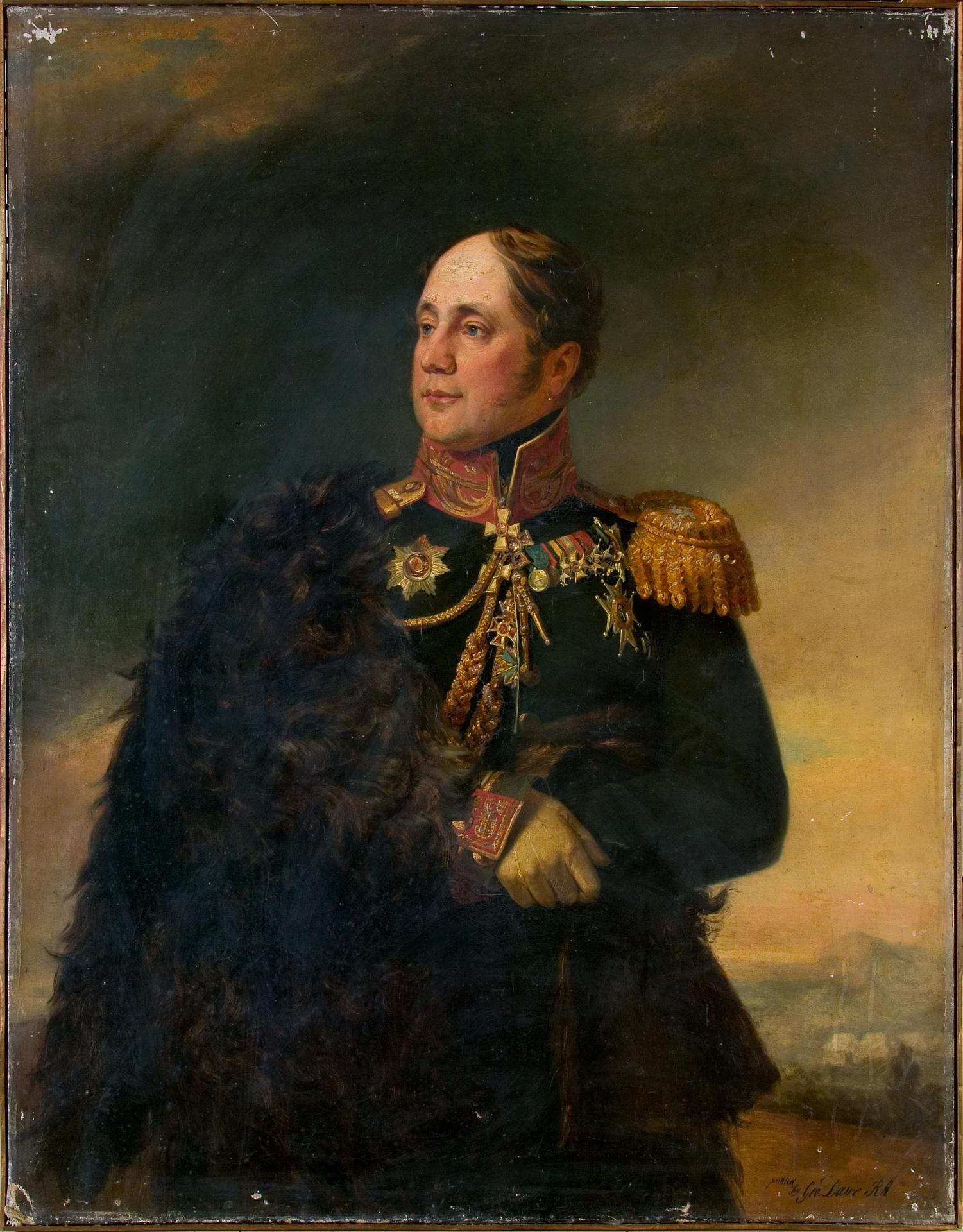
Вариант портрета, исполненный в 1827 году. Эрмитаж
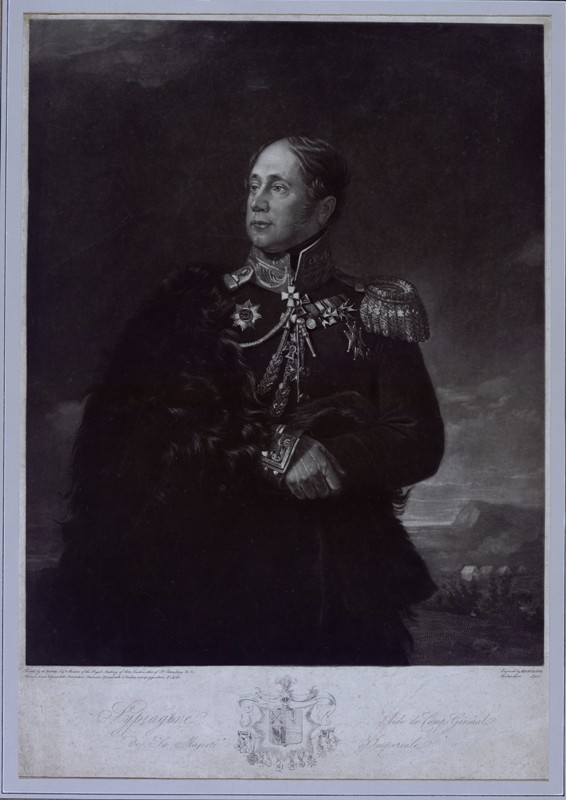
Гравюра Г. Доу с портрета 1827 года. Музей-усадьба Остафьево

В фондах Эрмитажа хранится ещё один вариант портрета Сипягина работы Доу (холст, масло, 126 × 98,5 см, инвентарный № ГЭ 9475). На нём Сипягин изображён в поколенном виде, на плечо наброшена меховая бурка, на фоне холмистого пейзажа, справа внизу видны белые домики или армейские палатки, ниже которых авторская подпись: painted by Geo Dawe RA. Вероятно, этот вариант исполнен в конце 1827 года, когда Сипягин был военным губернатором Тифлиса и приезжал в Санкт-Петербург по случаю награждения его орденом Св. Владимира 2-й степени, звезда и шейный крест которого изображены на портрете. По сравнению с галерейным портретом также добавлены следующие награды: шейные кресты прусских орденов Красного орла 2-й степени и Пур ле мерит а также австрийского ордена Леопольда 2-й степени (два последних по борту мундира), в петлице находится нагрудный крест британского ордена Бани.
Обстоятельства создания и история этого портрета не установлены. Вероятно, он находился в одном из частных собраний Санкт-Петербурга, после Октябрьской революции был национализирован и поступил в Государственный музейный фонд, откуда в 1923 году через Подотдел художественных ценностей был передан в Эрмитаж. В конце 1920-х годов картина предполагалась к продаже за границу, с 1929 года числилась в Госторге и была передана в контору «Антиквариат». В «Антиквариате» значилась как работа «Дау» под названием «Портрет военного». Однако продажа не состоялась и картина была возвращена в Эрмитаж; принята по акту 16 октября 1931 года с оценочной стоимостью 300 рублей.
В конце 1820-х годов в Лондоне с поколенного варианта портрета была сделана гравюра Г. Доу. Один из сохранившихся отпечатков этой гравюры имеется в собрании музея-усадьбы Остафьево «Русский Парнас» (бумага, меццо-тинто, 53 × 37 см, инвентарный № Гр 1537, ошибочно приписано Томасу Райту). Другой вариант этой гравюры находится в собрании Британского музея, считается изображением неизвестного русского офицера и по неустановленной причине датируется 1826 годом.